# Eghlid
Eghlid (perski: اقليد) – miasto w Iranie, w ostanie Fars. W 2006 roku miasto liczyło 49 709 mieszkańców w 1497 rodzinach.